# Piper novogalicianum
Piper novogalicianum är en pepparväxtart som beskrevs av A.J. Bornstein. Piper novogalicianum ingår i släktet Piper och familjen pepparväxter. Inga underarter finns listade i Catalogue of Life.